# 蒙德拉贡 (沃克吕兹省)
蒙德拉贡（法語：Mondragon，法語發音：[mɔ̃dʁaɡɔ̃]）是法国普罗旺斯-阿尔卑斯-蓝色海岸大区沃克吕兹省的一个市镇，属于阿维尼翁区。

## 地理
蒙德拉贡（44°14'18"N, 4°42'46"E）面积40.65 平方千米，位于法国普罗旺斯-阿尔卑斯-蓝色海岸大区沃克吕兹省，该省份为法国东南部内陆省份，北起德龙省，西北接阿尔代什省，西接加尔省，南至罗讷河口省，东南角与瓦尔省接壤，东临上普罗旺斯阿尔卑斯省。
与蒙德拉贡接壤的市镇（或旧市镇、城区）包括：罗什居德、蓬圣埃斯普里、圣亚历山大、韦内让、博莱讷、罗讷河畔拉莫特、莫尔纳斯、于绍。

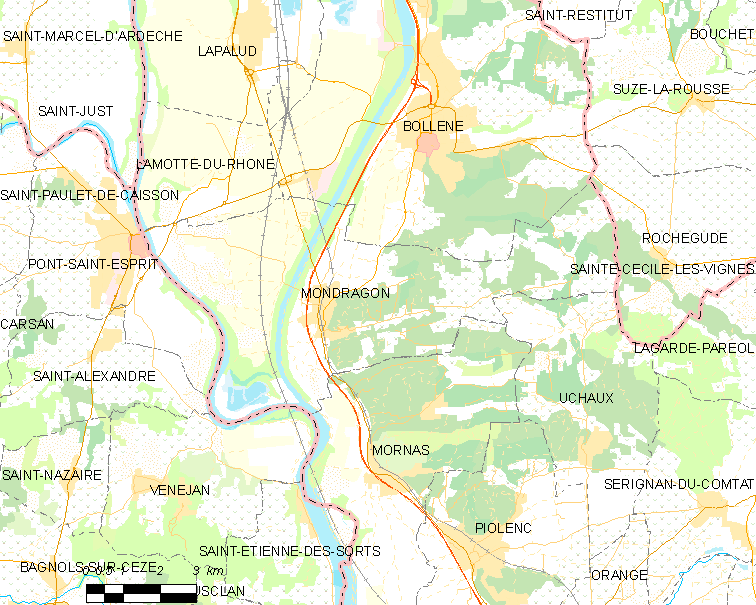
的OSM定位图

蒙德拉贡的时区为UTC+01:00、UTC+02:00（夏令时）。

## 行政
蒙德拉贡的邮政编码为84430，INSEE市镇编码为84078。

## 政治
蒙德拉贡所属的省级选区为博莱讷县。

## 人口

1962-2008年间人口变化图示

蒙德拉贡于2022年1月1日时的人口数量为3756人。